# Stagnosol
Stagnosol (ST) (von lat.:  stagnare, überschwemmen) ist ein Begriff der Bodenkunde und benennt eine der 32 Referenzbodengruppen der World Reference Base for Soil Resources (WRB). Die Gruppe umfasst jahreszeitlich stauwasserbeeinflusste Böden. Der Wasserstau wird durch zeitweilige Grobporenarmut in Unterboden ausgelöst. Diese kann durch höhere Tongehalte verursacht sein, doch fehlt eine abrupte Zunahme des Tongehalts wie in Planosolen.

## Beschreibung
Stagnosole zeigen stagnic Eigenschaften, also die Akkumulation intensiv gefärbter Eisenoxide und meist auch schwarzer Manganoxide im Innern der Aggregate. Die Aggregatoberflächen sind an Eisen und Mangan verarmt und dadurch gebleicht. Im Oberboden können die Bleichfarben dominieren, wenn Eisen und Mangan in reduzierter Form in geneigten Böden lateral abtransportiert wurden. Kleinere Oxidakkumulationen im Aggregatinnern heißen Konkretionen. Größere Flecken und die mit ihnen wechselnden  Bleichzonen werden Marmorierung genannt. Die stagnic Eigenschaften entstehen durch reduzierende Verhältnisse, welche durch Wasserstau ausgelöst werden. Der Wasserstau dominiert nach der Schneeschmelze im Frühjahr und verschwindet meist im Laufe des Sommers im Zuge ansteigender Evapotranspiration. Im Profil eines Stagnosols nehmen die Flächenanteile mit Oxidations- und Reduktionsfarben über die obersten 60 cm des Mineralbodens hinweg im gewichteten Mittel mindestens ein Drittel ein – die Originalfarben, die nicht durch Redoxprozesse verändert wurden, bleiben also unter zwei Dritteln.

## Verbreitung
Stagnosole sind in allen feuchten Klimaten verbreitet, die einen Wechsel von feuchteren und etwas trockeneren Jahreszeiten aufweisen. In den Feuchten Mittelbreiten und der Borealen Zone sind sie am häufigsten. Meist nehmen sie keine großen Flächen ein. Sie sind in Plateau- und Hanglagen zu finden und für Niederungen eher untypisch.

## Eigenschaften und Nutzung
Pflanzen auf Stagnosolen leiden oft unter Mangel an Eisen und Mangan, die als nicht pflanzenverfügbare Oxide im Aggregatinnern festgelegt sind. Phosphor ist an die Oxide im Aggregatinnern gebunden und ebenfalls ein Mangelelement. Das Stauwasser ist für Ackerpflanzen (mit Ausnahme von Reis) abträglich. Daher dominieren Weide und Wald, wobei die Baumartenwahl durch das Stauwasser eingeschränkt ist.  Eine Drainage ist bei höheren Tongehalten schwierig.

## Verwandte Bodentypen
Stauwasserböden mit abrupter Zunahme des Tongehalts gehören in der WRB zu den Planosolen. In der Deutschen Bodensystematik gehören die Stagnosole überwiegend zu den Pseudogleyen, bei starker Bleichung des Oberbodens jedoch auch zu den Stagnogleyen. Stagnosole mit Dominanz von Schluff oder Feinstsand und weitgehend derselben Bodenart im ganzen Profil gehören zu den Haftpseudogleyen.